# Noto (vino)
Noto è una DOC istituita con decreto del 02/01/08 pubblicato sulla gazzetta ufficiale 16/01/08 n 12..
Comprende vini prodotti nei comuni di Noto, Rosolini, Pachino, Avola tutti in provincia di Siracusa.

## I vini della DOC
- Moscato di Noto
- Moscato di Noto spumante
- Moscato di Noto liquoroso
- Moscato di Noto passito o Passito di Noto
- Noto rosso
- Noto Nero d'Avola

## Tecniche di produzione
I nuovi impianti ed i reimpianti dovranno essere allevati ad alberello o a controspalliera ed avere una densità di 4.000 ceppi/ettaro per i vitigni a bacca rossa e di 3500 ceppi/ettaro per quelli a bacca gialla.
È vietata ogni pratica di forzatura,ma consentita l'irrigazione di soccorso.
Tutte le operazioni di vinificazione debbono essere effettuate nella provincia di Siracusa.